# Эфиопский ёж
Эфиопский ёж (лат. Paraechinus aethiopicus) — вид млекопитающих из семейства ежовых.

## Описание
Иглы ежа светло-коричневого цвета. Лоб, щеки, горло и брюшко белые. На мордочке эфиопского ежа есть тёмная маска. По лбу идёт «пробор» — полоска голой кожи. Уши округлые, хорошо видны. Ноги короткие, тёмные. Длина тела 15—25 см (в среднем 18,5 см), хвоста 1—4 см. Масса 400—700 гр (в среднем 550 гр).

## Ареал
Северная Африка (пустыня Сахара, Тунис, Судан, Египет, Эфиопия), Сирия, Ирак, Иран, Израиль, побережье Персидского залива.

## Образ жизни

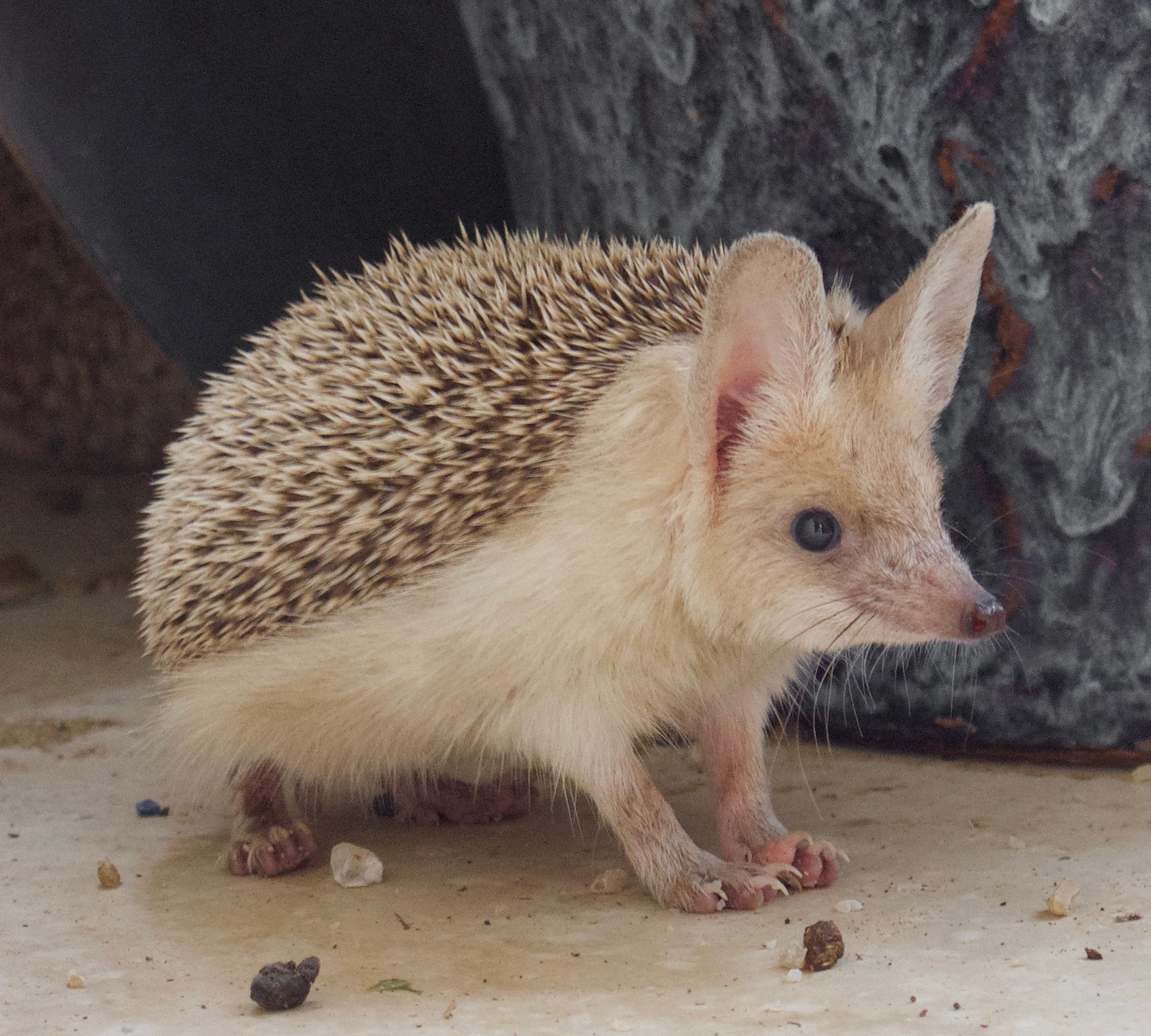

Ежи ведут одиночный образ жизни. Естественная среда их обитания — пустыня и сухая степь. Встречается около оазисов и на побережье. В природе эфиопский ёж доживает до 10 лет.
Естественные враги: орлы, совы и другие хищные птицы.

## Поведение
Ёж активен в ночное время суток. Днём эфиопский ёж прячется около камней и утёсов. Гнезда устраивает в заброшенных лисьих норах. Спит свернувшись в неплотный клубок. В холодное время года впадает в спячку, периодически пробуждаясь для охоты.

## Рацион
Насекомые, мелкие беспозвоночные, птичьи яйца, лягушки, змеи (в том числе ядовитые), скорпионы, термиты, жуки, саранча. Очень прожорлив. Гниющие растения не поедает. Эфиопский ёж может голодать до 10 недель.

## Размножение
В период размножения самцы и самки начинают выделять специфический запах, который помогает им найти друг друга на большом расстоянии. После спаривания ежи расходятся.
Беременность у самки длится 30—40 дней. Ежата рождаются глухими, слепыми и голыми. Ежонок весит около 8—9 г. Глаза открываются на 23—29-й день. В возрасте 40 дней они начинают есть твёрдую пищу. При серьёзном недостатке корма самка может съесть несколько детёнышей.